# 佐久間徹
佐久間 徹（さくま とおる、1899年（明治32年）1月24日 - 1977年（昭和52年）1月27日）は、昭和期の実業家、政治家。衆議院議員。

## 経歴
千葉県市原市出身。佐久間信太郎の長男として生まれる。1923年（大正12年）早稲田大学商学部を卒業した。
帝国火災保険に入社し、直営課長、福岡支店長、横浜支店長などを歴任。帝国火災保険が合併して日本火災海上保険（のち日本興亜損害保険）になると文書部長、取締役兼地方営業部長を務めた。その他、房総漁業監査役、千葉県漁網取締役、川崎定徳取締役、関東天然瓦斯開発取締役、高砂交通会長、千葉工業大学理事、同理事長などを務めた。
1949年（昭和24年）1月の第24回衆議院議員総選挙で千葉県第1区から民主自由党公認で出馬して当選し、衆議院議員に1期在任した。その後、第25回総選挙に立候補したが落選した。
その他、日本損害保険協会最高顧問、川崎定徳顧問などに就任した。